# Carlos Morales (urugwajski piłkarz)
Carlos María „Tanque” Morales Maeso (ur. 1 marca 1970 w Montevideo) – urugwajski piłkarz występujący na pozycji napastnika, reprezentant Urugwaju, trener piłkarski.

## Kariera klubowa
Morales karierę rozpoczynał w 1990 roku w zespole River Plate Montevideo. Spędził tam 2 sezony. Następnie grał w chilijskich drużynach O’Higgins, Deportes Temuco oraz Unión Española. W 1995 roku wyjechał do Meksyku, by grać w tamtejszym Deportivo Toluca. Po dwóch latach przeniósł się do San Luis FC, gdzie spędził rok.
W 1998 roku Morales odszedł do ekwadorskiego LDU Quito i w tym samym roku zdobył z nim mistrzostwo Ekwadoru. Na początku 1999 roku wrócił do Deportivo Toluca. W sezonach 1998/1999 oraz 1999/2000 wywalczył z nim mistrzostwo fazy Verano. W 2002 roku odszedł do Club Atlas. Następnie grał w Tecos UAG oraz Puebla FC. W 2006 roku przeniósł się do chilijskiego klubu Everton Viña del Mar. Występował tam do końca sezonu 2006.
Potem Morales grał w Urugwaju, w zespołach River Plate Montevideo, Defensor Sporting, Danubio oraz Montevideo Wanderers. W 2009 roku zakończył karierę.

## Kariera reprezentacyjna
W reprezentacji Urugwaju Morales zadebiutował w 2001 roku. W tym samym roku został powołany do kadry na turniej Copa América. Zagrał na nim w meczach z Boliwią (1:0), Kostaryką (1:1, gol), Hondurasem (0:1), ponownie z Kostaryką (2:1) i Meksykiem (1:2, czerwona kartka). Tamten turniej Urugwaj zakończył na 4. miejscu.
W drużynie narodowej Morales rozegrał 7 spotkań i zdobył 1 bramkę, wszystko w 2001 roku.